# Blåhaj
Blåhajen (Prionace glauca) tilhører familien af blinkhindehajer. De kan blive op til 4 meter lange og blive op til 20 år gamle. (Thor Heyerdahl har i bogen om Kon-Tiki ekspeditionen rapporteret observation af en blåhaj på over 5 meter).
Blåhajen findes over det meste af verden. Den findes også ved Danmark.